# Lilla Kvarntjärnen, Dalarna
Lilla Kvarntjärnen är en sjö i Falu kommun i Dalarna och ingår i Dalälvens huvudavrinningsområde.